# لیبراسیون
لیبراسیون (به فرانسوی: Libération) نام یک روزنامه فرانسوی‌زبان است که از سال ۱۹۷۳ میلادی، در پاریس منتشر می‌شود.
ژان پل سارتر و سرژ ژولی از جمله بنیان‌گذاران روزنامه لیبراسیون هستند. روزنامه لیبراسیون در صحنه سیاست فرانسه، دارای جهت‌گیری‌های چپ‌گرایانه و باورهای سوسیالیستی است.